# فرودگاه بایا ماره
فرودگاه بایا ماره (به انگلیسی: Baia Mare Airport) یک فرودگاه همگانی مسافربری،با کد یاتا BAY است که یک باند فرود بتن دارد و طول باند آن ۱۸۰۰ متر است. این فرودگاه در شهر توتسی-مگرو کشور رومانی قرار دارد و در ارتفاع ۱۸۴ متری از سطح دریا واقع شده‌است.